# L’Albère
L’Albère település Franciaországban, Pyrénées-Orientales megyében. Lakosainak száma 63 fő (2022. január 1.). L’Albère La Jonquera, Laroque-des-Albères, Le Perthus, Montesquieu-des-Albères, Villelongue-dels-Monts és Les Cluses községekkel határos.

## Földrajz

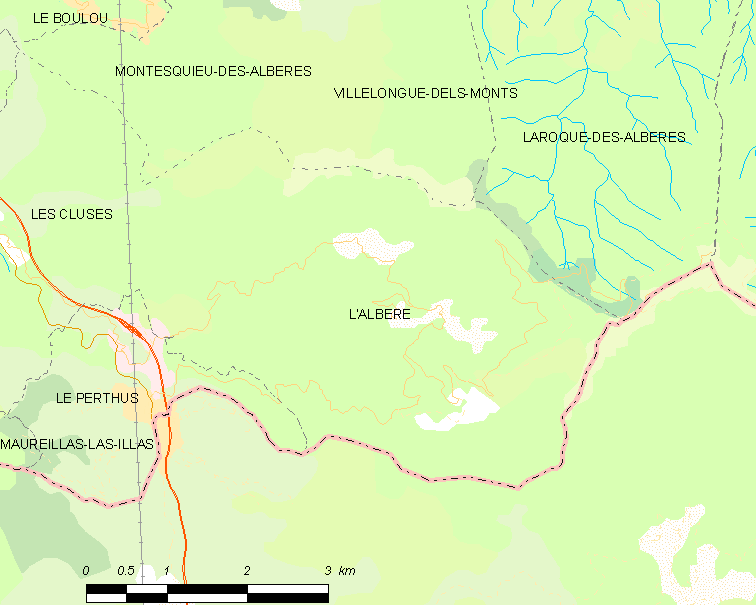
L’Albère térkép

## Népesség

Népesség 1962-2008

A település népességének változása: